# Назарет
Вижте пояснителната страница за други значения на Назарет.
Назарет (на арабски: الناصرة‎; на иврит: נָצְרַת) е град в Израел, в историческата област Галилея. Още от Средновековието градът е населен от арабски християни. Назарет наброява близо 65 000 души (2006). Намира се на 9 км югоизточно от планината Тавор (Фавор).

## Значение
За християните по света градът е мястото на известието от Господ за пристигането на Спасителя. Това е градът, в който Исус Христос е живял през по-голямата част от живота си на Земята. Архангел Гаврил пристига в Назарет и съобщава на Дева Мария, че ще роди Син Господен, който ще избави хората от злините.

## Побратимени градове
- Лорето, Италия[2]
- Флоренция, Италия[3]
- Хага, Холандия
- Ченстохова, Полша[4]

## Извори
1. ↑  www.cbs.gov.il
2. ↑   Gemellaggi, архив на оригинала от 24 февруари 2009, https://web.archive.org/web/20090224124409/http://public-o.it/loreto/visitatore/index.php?id=63, посетен на 5 април 2009
3. ↑   CITTÀ GEMELLATE E AMICHE, архив на оригинала от 22 юли 2011, https://web.archive.org/web/20110722034701/http://www.comune.firenze.it/opencms/export/sites/retecivica/amm/informare/firenze_nel_mondo/elenco_gemellaggi.htm, посетен на 5 април 2009
4. ↑   Miasta zaprzyjaźnione, архив на оригинала от 10 ноември 2011, https://web.archive.org/web/20111110060251/http://www.czestochowa.pl/miasto_1/wspolpraca/europejskie_miasta/index_html/document_view, посетен на 5 април 2009